# Долапите (железопътна гара)

Железопътна гара Долапите е железопътна гара, обслужваща Долапите – квартал на Русе (бивше село).
На нея спират само пътническите влакове, движещи се по направлението Горна Оряховица – Русе и обратно. До Централна гара Русе с влака се стига за около 12 минути. Бързите влакове Русе-София-Русе не спират тук, освен ако няма чакане за среща с някой закъснял от разписанието си влак.
На 5 – 6 минути от Долапите се намира спирката на село Божичен по линията, и малко след това и жп гарата в село Иваново (10 км).
Гара Долапите се обслужва от автобусни линии 15 и 16, които обслужват и самият квартал. На гарата обаче от години билети не се издават.